# Liberalismo nos Estados Unidos
Liberalismo contemporâneo americano é a vertente dominante do liberalismo nos Estados Unidos. É caracterizada pelo liberalismo social, defesa das liberdades civis, da igualdade com justiça social e da economia mista. Portanto, o conceito de liberalismo contemporâneo americano liga-se ao sentido dado ao termo "liberal", naquele país, sendo normalmente aplicado a pessoas identificadas politicamente com a esquerda  política ou centro-esquerda.
O liberalismo americano contemporâneo opõe-se a cortes na rede de proteção social (incluindo serviços de saúde e educação, proteção no desemprego e apoio a populações vulneráveis), e é favorável à ações do governo no combate a desigualdades, além de defender certas regulamentações da atividade econômica e proteção do meio ambiente. Outras importantes questões sociais pautadas pelos liberais americanos incluem a defesa das ações afirmativas e do direito a voto para as minorias, dos direitos reprodutivos e da mulher, além do apoio à causa LGBT e a reforma nas leis de imigração. Em geral, essas  pautas se identificam com a plataforma do Partido Democrata.
O liberalismo americano contemporâneo tomou forma no século XX, tendo raízes nos movimentos chamados Novo Nacionalismo (de Theodore Roosevelt), Nova Liberdade (de Woodrow Wilson), New Deal (de Franklin D. Roosevelt), Fair Deal (de Harry S. Truman), Nova Fronteira (de John F. Kennedy) e Grande Sociedade (de Lyndon B. Johnson). Os liberais americanos normalmente se opõem aos conservadores em muitas questões, mas não em todas. O liberalismo contemporâneo americano está associado ao liberalismo social e ao progressivismo, embora liberais e progressistas nem sempre estejam na mesma página.
John F. Kennedy, em 1960, definiu assim o liberalismo americano:

"...aquele que olha para frente e não para trás, alguém que abraça novas ideias sem reações rígidas, alguém que se preocupa com o bem-estar do povo — sua saúde, moradia, suas escolas, seus empregos, seus direitos civis e suas liberdades civis — alguém que acredita que nós podemos quebrar o impasse e as superstições que impregnam nossas políticas, se isso é o que significa ser 'Liberal', então eu tenho orgulho de ser 'Liberal'."
Franklin Delano Roosevelt, em 1941, definiu partido liberal como:

"aquele que acredita que como novas condições e problemas surgem além do poder de homens e mulheres de lidar com eles como indivíduos, se torna dever do Governo de encontrar novos remédios para lidar com eles. O partido liberal insiste que o Governo tem o dever definido de usar todo o seu poder e recursos para enfrentar os novos problemas sociais com novos controles — para garantir que o cidadão comum tenha direito ao sua própria 'vida, liberdade e busca da felicidade' econômica e política."
A teoria keynesiana tem desempenhado um importante papel no pensamento econômico no liberal americano. Os liberais americanos contemporâneos acreditam que a prosperidade nacional depende do controle governamental do cenário macroeconômico, de modo a manter o desemprego em baixa, a inflação sob controle e o crescimento econômico alto. Eles também valorizam as instituições de combate à desigualdade econômica. No seu livro The Conscience of a Liberal, Paul Krugman declara: "Eu acredito em uma sociedade relativamente igualitária, apoiada por instituições que limitem os extremos da riqueza e da pobreza. Eu acredito na democracia, em  liberdades civis e no Estado de direito. Isso faz de mim um liberal, e eu tenho orgulho disso." Liberais  costumam apontar para a prosperidade que vários países com economias mistas tiveram após a Segunda Guerra Mundial. Eles também costumam elogiar o chamado "Modelo nórdico", onde os países da Escandinávia mesclaram com sucesso os ideias do estado de bem-estar social. Os liberais americanos acreditam que a liberdade existe quando as necessidades básicas de subsistência do ser humano, como assistência à saúde e oportunidades econômicas, são acessíveis para todos. Eles também defendem causas ambientais e o crescimento sustentável.
O liberalismo americano é  normalmente associado ao Partido Democrata, enquanto o conservadorismo é associado ao Partido Republicano.
No começo de 2016, segundo uma pesquisa de opinião feita pelo site da Gallup Poll, os eleitores americanos, em sua maioria, identificavam-se ideologicamente como conservadores (37%) ou moderados (35%) em vez de liberais (24%), mas o liberalismo de esquerda vem crescendo no país desde 1992, especialmente entre a população jovem. Uma outra pesquisa, feita em 2015, afirma que a população socialmente liberal tem crescido bastante nos Estados Unidos, desde 1999. A mesma pesquisa mostrou haver uma equivalência numérica entre aqueles que se consideram socialmente liberais e os socialmente conservadores (ambos os grupos com 31%), enquanto a inclinação para a esquerda continua crescendo.
Segundo um estudo feito em 2005 pelo Pew Research Center, os liberais tendem a ter maior grau de educação formal do que os conservadores. Daqueles que se consideravam liberais (de esquerda), 49% tinham diploma universitário e 41% tinham ganhos anuais iguais ou superiores a US$ 75 000 dólares, enquanto que, para o total da população americana, os percentuais eram 27% e 28%, respectivamente. O liberalismo de esquerda tem se tornado a ideologia mais difundida entre os integrantes do mundo acadêmico, sendo que cerca de 44% a 62% das pessoas desse grupo se identificam como 'liberais', dependendo de qual termo era utilizado na pesquisa - um crescimento considerável se comparado a algumas décadas atrás (40-46%, entre 1969 e 1984). Os pesquisadores e intelectuais das áreas de ciências sociais e humanas são mais liberais, enquanto aqueles em áreas empresariais e de engenharia tendem a pender menos a esquerda, apesar de mesmo nos departamentos de negócios, liberais estão mais presentes do que conservadores. Duas pesquisas feitas em 2008 e 2010 afirmam que pessoas que se auto-identificam como "liberais" tendem a ir mais para faculdade do que aqueles que se veem como conservadores. A parcela da população dos Estados Unidos em geral que mais apoia ideais liberais de esquerda são os jovens e pessoas no começo da vida adulta. Pesquisas recentes, contudo, veem um aumento dos jovens que se identificam como "moderados" ou "centristas". Os locais nos Estados Unidos onde os liberais são mais fortes são nas regiões Nordeste, dos Grandes lagos e na Costa Oeste. As populações das grandes cidades e centros urbanos, como Denver, Chicago, Detroit, Nova Iorque, Los Angeles e Seattle, também tendem a pender para a esquerda.